# منزل حكيم باشي ملا صدرا
منزل حکيم باشي ملا صدرا (بالفارسية: خانه حکیم‌باشی ملاصدرا) هو منزل تاريخي يعود إلى عصر السلالة الصفوية، ويقع في مقاطعة قم.